# Biolleyana costalis
Biolleyana costalis är en insektsart som först beskrevs av Fowler 1900.  Biolleyana costalis ingår i släktet Biolleyana och familjen Nogodinidae. Inga underarter finns listade i Catalogue of Life.